# Luboš Marek
Luboš Marek byl v letech 2010-2018 děkanem Fakulty informatiky a statistiky Vysoké školy ekonomické v Praze.
Absolvoval Matematicko-fyzikální fakultu UK v Praze v oboru „matematická statistika“. Studium ukončil státní zkouškou v roce 1984, v roce 1986 zde složil státní rigorózní zkoušku (titul RNDr.). V roce 1987 absolvoval postgraduální studium v oboru ekonomická statistika (ČSÚ a VŠE v Praze), v roce 1992 aspirantské studium v oboru statistika na KSTP VŠE v Praze (titul CSc.). V roce 2002 obhájil habilitační práci na Fakultě informatiky a statistiky VŠE v Praze, získal titul docent v oboru statistika. Od roku 2016 se stal na téže fakultě vedoucím katedry statistiky a pravděpodobnosti.

## Odborné zaměření
- Časové řady
- Pravděpodobnost
- Výpočetní statistika
- Pojišťovnictví

## Vzdělání
- 1984 – absolvování MFF UK Praha, obor matematická statistika
- 1986 – titul RNDr. - MFF UK Praha, obor matematická statistika, VŠE Praha postgraduální studium
- 1992 – titul CSc. ve specializaci statistika (VŠE)
- 2002 – hodnost docent v oboru statistika (VŠE)
- 2022 – hodnost profesor v oboru statistika (VŠE)